# سكوت وينغو
سكوت وينغو (بالإنجليزية: Scott Wingo)‏ هو لاعب كرة قاعدة أمريكي، ولد في 25 مارس 1989 في غرينفيل في الولايات المتحدة.

## وصلات خارجية
- سكوت وينغو على موقعبيزبول رفرنس.كوم (الدوري الثانوي) (الإنجليزية)